# یاکوب پشک
یاکوب پشک (انگلیسی: Jakub Pešek؛ زادهٔ ۲۴ ژوئن ۱۹۹۳) بازیکن فوتبال اهل جمهوری چک است.
از باشگاه‌هایی که در آن بازی کرده‌است می‌توان به باشگاه فوتبال اسپارتا پراگ اشاره کرد.
وی همچنین در تیم ملی فوتبال جمهوری چک بازی کرده‌است.